# Антрим (район)

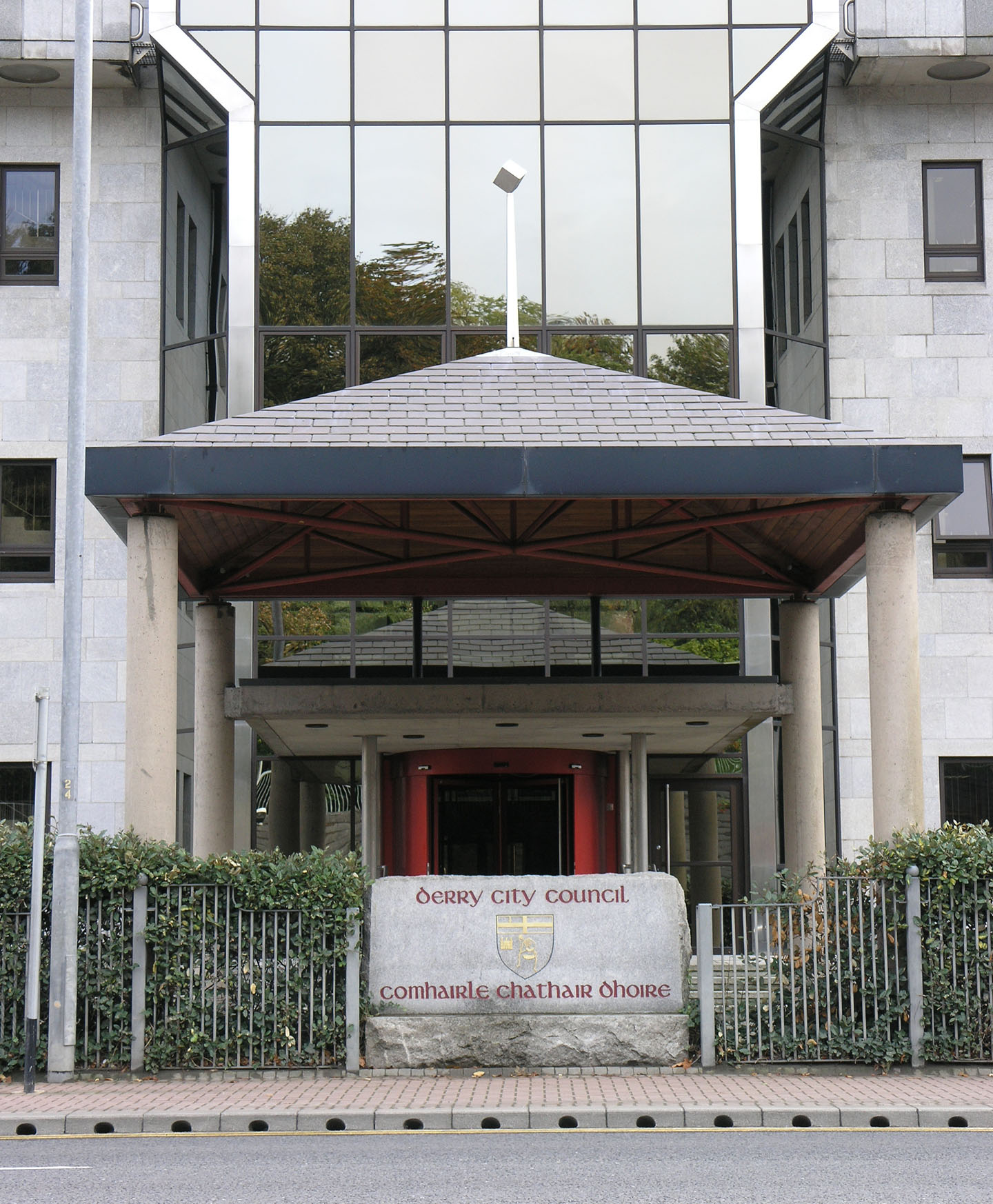
Управление района

Антрим (англ. Antrim Borough Council) — район, существовавший до 1 апреля 2015 года в графстве Антрим.
В 2011 году предлагалось объединить район с районом Ньютаунэбби, однако в июне 2010 года Кабинет министров Северной Ирландии сообщил, что не может согласиться с реформой местного самоуправления и существующая система районов останется прежней в обозримом будущем.
С 1 апреля 2015 года объединен с районом Ньютаунэбби в район Антрим-энд-Ньютаунабби